# Переменные функции (музыка)
Переменные функции (также «вторичные функции», «местные функции») в русском учении о гармонии — тональные функции, противоречащие основной ладовой установке. Учение о переменных функциях выдвинул и разработал российский музыковед Ю. Н. Тюлин (1937).

## Краткая характеристика
Согласно Тюлину, «оценка воспринимаемых явлений, в частности аккордов, всё время изменяется в зависимости от создающегося контекста». В процессе развёртывания (тонального) лада всякий тон мажорного или минорного звукоряда (помимо тоники) способен стать самостоятельной тоникой и в некоторых условиях (например, благодаря особому положению в музыкальной форме и особенностям музыкальной метрики) может временно принимать на себя тоническую функцию. При этом нередко меняется и ладовый звукоряд, в котором появляются звуки, чуждые главной тональности, но входящие в новую (аккорд Fes-dur в Прелюдии es-moll из 1 тома ХТК И. С. Баха, привлекающий звуки fes и heses). Далее, возможно превращение тона, лежащего квинтой выше такой временной тоники, в доминанту, а квинтой ниже —  в субдоминанту. Звуки, отстоящие от местной тоники на секунду вверх и/или вниз, способны восприниматься как тяготеющие к такой тонике неустойчивые ступени лада.
Например, в тональности C-dur тон c выполняет функцию основного ладового устоя (тоники). В процессе развёртывания лада он же может стать местной (переменной) субдоминантой для местной тоники g, либо местной (переменной) доминантой для местной тоники f.
Теория переменных функций расширяет и углубляет представление о связях аккордов и тональностей, даёт ключ к объяснению исторического процесса расширения тональности, которое наблюдается в романтической гармонии XIX — начала XX веков.

## Учение о переменных функциях у других учёных
Истоки теории переменных функций восходят к Ж. Ф. Рамо, который выдвинул идею «имитации каденции». В типичной секвенции VI-II-V-I первый двухчлен (VI-II) «имитирует» оборот V-I, то есть автентическую каденцию. В начале XX века Г. Шенкер развивал теорию «тоникализации» (нем. Tonikalisierung) нетонического аккорда, то есть, наблюдаемую в музыке тенденцию к превращению каждой из ступеней лада (кроме тоники) в тонику:

Не только в начале пьесы, но и по ходу её развертывания каждая ступень обнаруживает непреодолимое стремление занять место тоники как сильнейшей по значению ступени.— Schenker H. Harmonielehre. Wien, 1906, S.337.
Аналогичные идеи высказывал в курсе гармонии И. В. Способин, который для толкования того же феномена использовал собственные термины «центральные» (тональные) функции и «местные» (тональные) функции. О функциональной переменности (без этого термина) говорили и западные учёные, например, американец Ховард Хэнсон, в книге «Материалы по гармонии в современной музыке».